# 第一次岸田內閣
第一次岸田內閣（日语：／ Daiichiji Kishida Naikaku */?）是日本眾議院議員、自由民主黨總裁岸田文雄就任第100任內閣總理大臣（首相）後，自2021年10月4日至2021年11月10日組成的內閣。自由民主黨和公明黨聯合執政，組成自公連立政權。
因菅義偉在自民黨總裁任期即將結束，自民黨於2021年9月29日舉行新任總裁選舉，由岸田文雄勝出。菅義偉内閣在2021年10月4日總辭職，新內閣由岸田組建，在同日接續上任。

## 概要
本届内阁人事变动较大，相较于上届内阁，仅有外务大臣茂木敏充和防卫大臣岸信夫留任原职，上届内阁的文部科学大臣萩生田光一改任经济产业大臣，同時停用了副總理職位。
2021年11月10日，因新一届国会召开，該屆内阁总辞。同日，岸田文雄获任命为新一任首相，组织第二次岸田内阁。此內閣遂成為日本史上歷時最短的一屆。

## 內閣成員

### 國務大臣
2021年（令和3年）10月4日任命。
| 職務                                                                  | 姓名與肖像   | 姓名與肖像 | 派系/原職                                 | 特別任命                                                                                      | 備註                    |
| --------------------------------------------------------------------- | ------------ | ---------- | ----------------------------------------- | --------------------------------------------------------------------------------------------- | ----------------------- |
| 內閣總理大臣                                                          | 岸田文雄     |            | 眾議院 自由民主黨 （岸田派）              |                                                                                               | 自由民主黨總裁          |
| 總務大臣                                                              | 金子恭之     |            | 眾議院 自由民主黨 （岸田派）              |                                                                                               | 初入閣                  |
| 法務大臣                                                              | 古川禎久     |            | 眾議院 自由民主黨 （舊竹下派）            |                                                                                               | 初入閣                  |
| 外務大臣                                                              | 茂木敏充     |            | 眾議院 自由民主黨 （舊竹下派）            | 內閣總理大臣臨時代理（第2順位）                                                               | 再任，2021年11月4日辭任 |
| 外務大臣                                                              | （岸田文雄） |            | 眾議院 自由民主黨                         | （兼任）                                                                                      |                         |
| 財務大臣 內閣府特命擔當大臣 （金融）                                  | 鈴木俊一     |            | 眾議院 自由民主黨 （麻生派）              | 擺脫通貨緊縮擔當大臣 內閣總理大臣臨時代理（第4順位）                                          | 再入閣                  |
| 文部科學大臣                                                          | 末松信介     |            | 参議院 自由民主黨 （細田派）              | 教育再生擔當大臣 國立國會圖書館聯絡調整委員會委員                                             | 初入閣                  |
| 厚生勞動大臣                                                          | 後藤茂之     |            | 眾議院 自由民主黨 （無派系）              |                                                                                               | 初入閣                  |
| 農林水產大臣                                                          | 金子原二郎   |            | 参議院 自由民主黨 （岸田派） （谷垣派）   | 內閣總理大臣臨時代理（第5順位）                                                               | 初入閣                  |
| 經濟產業大臣 內閣府特命擔當大臣 （原子能損失賠償 與廢爐等支援機構）   | 萩生田光一   |            | 眾議院 自由民主黨 （細田派）              | 產業競争力擔當大臣 日俄經濟領域合作擔當大臣 原子能經濟受害擔當大臣                            | 調任                    |
| 國土交通大臣                                                          | 齊藤鐵夫     |            | 眾議院 公明黨                             | 水循環政策擔當大臣                                                                            | 公明黨副代表 再入閣     |
| 環境大臣 內閣府特命擔當大臣 （原子能防災）                            | 山口壯       |            | 眾議院 自由民主黨 （二階派）              |                                                                                               | 初入閣                  |
| 防衛大臣                                                              | 岸信夫       |            | 眾議院 自由民主黨 （細田派）              |                                                                                               | 再任                    |
| 內閣官房長官                                                          | 松野博一     |            | 眾議院 自由民主黨 （細田派）              | 沖繩基地減輕負擔擔當大臣 綁架問題擔當大臣 內閣總理大臣臨時代理（第1順位）                     | 再入閣                  |
| 數位大臣 內閣府特命擔當大臣 （規制改革）                              | 牧島花蓮     |            | 眾議院 自由民主黨 （麻生派）              | 行政改革擔當大臣                                                                              | 初入閣                  |
| 復興大臣 內閣府特命擔當大臣 （沖繩及北方領土對策擔當）                | 西銘恆三郎   |            | 眾議院 自由民主黨 （舊竹下派）            | 福島核電廠事故再生綜合擔當大臣                                                                | 初入閣                  |
| 國家公安委員會委員長 內閣府特命擔當大臣 （防災） （海洋政策）         | 二之湯智     |            | 参議院 自由民主黨 （舊竹下派） （谷垣派） | 國土強韌化擔當大臣 領土問題擔當大臣 國家公務員制度擔當大臣                                    | 初入閣                  |
| 內閣府特命擔當大臣 （地方創生） （少子化對策） （男女共同參與）       | 野田聖子     |            | 眾議院 自由民主黨 （無派系）              | 女性活躍擔當大臣 兒童政策擔當大臣 孤獨及孤立對策擔當大臣 內閣總理大臣臨時代理（第3順位）      | 再入閣                  |
| 內閣府特命擔當大臣 （經濟財政政策）                                   | 山際大志郎   |            | 眾議院 自由民主黨 （麻生派）              | 經濟再生擔當 新型資本主義擔當 新冠疫情對策與健康危機管理擔當大臣 全世代型社會保障改革擔當大臣 | 初入閣                  |
| 內閣府特命擔當大臣 （科學技術政策） （宇宙政策）                      | 小林鷹之     |            | 眾議院 自由民主黨 （二階派）              | 經濟安全保障擔當大臣                                                                          | 初入閣                  |
| 無任所大臣                                                            | 堀內詔子     |            | 眾議院 自由民主黨 （岸田派）              | 東京奧林匹克運動會及 東京殘疾人奧林匹克運動會擔當大臣 疫苗接種推進擔當大臣                    | 初入閣                  |
| 內閣府特命擔當大臣 （消費者及食品安全） 酷日本戰略 （智慧財產權戰略） | 若宮健嗣     |            | 眾議院 自由民主黨 （舊竹下派）            | 世界博覽會擔當大臣 共生社會擔當大臣 城鄉、人才及就業創生擔當大臣                              | 初入閣                  |

### 內閣官房副長官、內閣法制局長官
2021年（令和3年）10月4日任命。
| 職務           | 姓名     | 派系/原職                    | 備註 |
| -------------- | -------- | ---------------------------- | ---- |
| 內閣官房副長官 | 木原誠二 | 眾議院／自由民主黨（岸田派） |      |
| 內閣官房副長官 | 磯崎仁彦 | 参議院／自由民主黨（岸田派） |      |
| 內閣官房副長官 | 栗生俊一 | 事務擔當／警察廳             |      |
| 內閣法制局長官 | 近藤正春 | 前內閣法制次長／經濟產業省   | 再任 |

### 內閣總理大臣輔佐官
2021年（令和3年）10月4日任命。
| 職務                                                    | 姓名     | 派系/原職                    | 備註           |
| ------------------------------------------------------- | -------- | ---------------------------- | -------------- |
| 內閣總理大臣輔佐官 （國家安全保障相關重要政策擔當大臣） | 木原誠二 | 眾議院／自由民主黨（岸田派） | 官房副長官兼任 |

## 內閣舉措
岸田文雄首相將該內閣命名為「新時代共創內閣」，是日本憲政史上任期最短（37日）的一屆內閣。

## 外部連結
- 岸田內閣閣僚名單 （页面存档备份，存于）